# Brezovica Žumberačka
Brezovica Žumberačka è un'enclave del comune di Ozalj nella Regione di Karlovac, l'enclave secondo l'ultimo censimento croato del 2011 aveva 19 abitanti e ha una superficie di 1,83 ettari (0,0183 km²). Il confine tra i due stati non è ben definito nella zona e le mappe catastali croate e slovene confermano questa differenza.
Nel 2011 il turista polacco K. Wrona ha proclamato il Regno di Enclava in una parcella di terreno croato circondato dalla Slovenia nei pressi di Brezovica Žumberačka, il che la rende la più piccola micronazione del mondo.
Nei pressi dell'enclave c'è una dogana che è utilizzata dal 2013 dalla Polizia slovena solo per il controllo del traffico locale in seguito all'ingresso della Croazia nell'Unione europea.

Il confine dell'enclave croata di Brezovica Žumberačka.
territorio sloveno
territorio croato

     territorio sloveno
     territorio croato

## Società

### Evoluzione demografica
| Abitanti | Abitanti | Abitanti | Abitanti | Abitanti | Abitanti | Abitanti | Abitanti | Abitanti | Abitanti | Abitanti | Abitanti | Abitanti | Abitanti | Abitanti | Abitanti |
| -------- | -------- | -------- | -------- | -------- | -------- | -------- | -------- | -------- | -------- | -------- | -------- | -------- | -------- | -------- | -------- |
| 1857     | 1869     | 1880     | 1890     | 1900     | 1910     | 1921     | 1931     | 1948     | 1953     | 1961     | 1971     | 1981     | 1991     | 2001     | 2011     |
| 0        | 0        | 0        | 14       | 17       | 0        | 0        | 0        | 46       | 53       | 28       | 36       | 26       | 27       | 32       | 19       |